# 加利西亞-葡萄牙語
加利西亞-葡萄牙語（葡萄牙語：galego-português、加利西亞語：galego-portugués），又稱古葡萄牙語或中世紀葡萄牙語，是伊比利亞半島西北部地區在中世紀時期使用的語言，也是現在加利西亞語和葡萄牙語、加利西亚-阿斯图里亚斯语等語言的母體。

## 外部連結
- Latin –  Portuguese document, a.D. 1008（页面存档备份，存于）
- Ponte nas ondas（页面存档备份，存于）
- Pergaminhos: colecção da Casa de Sarmento
- Galician-Portuguese Intangible Heritage（页面存档备份，存于）
- Galician-Portuguese Intangible Heritage -Videos（页面存档备份，存于）